# شرکت صنعتی دریایی ایران
شرکت صنعتی دریایی ایران، به‌اختصار صدرا، شرکت صنایع دریایی ایرانی است، که در زمینه ارائه خدمات مهندسی، کشتی‌سازی، ساخت و نصب پایانه‌های نفتی و تأسیسات فراساحلی نفت‌وگاز، بندرگاه‌ها، حفاظت ساحلی و اسکله‌سازی فعالیت می‌کند. شرکت صنعتی دریایی صدرا یکی از بزرگ‌ترین پیمانکاران طرح‌های فراساحلی نفت‌وگاز ایران است.

## تاریخچه
شرکت صدرا فعالیت خود را به هدف ساخت و تعمیر کشتی در سال ۱۳۴۷ در جزیره صدرای بوشهر آغاز نمود. پس از انقلاب ایران در سال ۵۷ صدرا فعالیت خود را در حوزه فراساحل نیز گسترش داد. این شرکت در سال ۱۳۷۶ موفق به اخذ گواهی‌نامه ایزو ۹۰۰۱ در زمینه طراحی، ساخت و نصب تأسیسات فراساحلی نفت و گاز، کشتی‌سازی، ساخت بندرگاه‌ها و حفاظت ساحلی شده و پیرو آن گواهی‌نامه ایزو۲۰۰۰–۹۰۰۱ و ایزو ۲۰۰۴–۱۴۰۰۱ را دریافت کرد. این مجموعه دارای کارخانه‌ها و تجهیزات دریایی در بوشهر و مازندران می‌باشد که خدمات لازم و وسیعی را در خلیج فارس و دریای کاسپین تأمین می‌نمایند.

## فعالیت‌ها

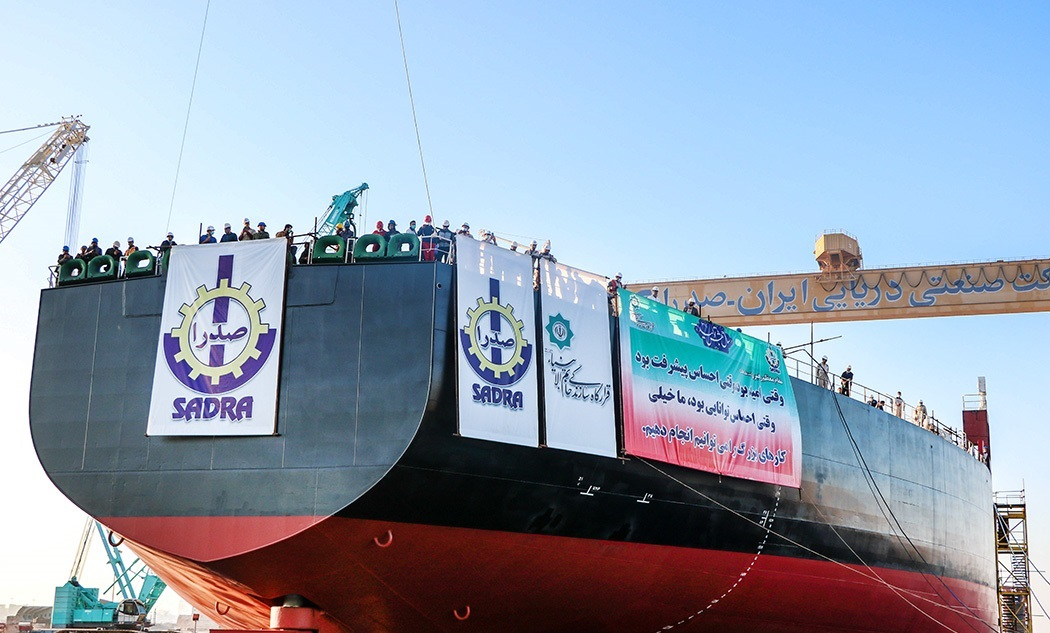
نفتکش اقیانوس‌پیمای ساخت ایران در ایران صدرا در بوشهر

فعالیت‌های شرکت صنعتی دریایی ایران (صدرا):
1. ساخت و تعمیر انواع کشتی کانتینری، نفت‌کش، یدک‌کش، کشتی لوله‌گذار و غیره
2. ساخت سکوهای حفاری دریایی (نیمه شناور و خود بالابر)
3. ساخت انواع سکوهای دریایی نفت و گاز
4. لوله‌گذاری در دریا
5. نصب تأسیسات فرآوری و پالایشگاهی نفت‌وگاز
6. احداث خطوط لوله نفت و گاز در خشکی
7. نصب تأسیسات پتروشیمی
8. اجرای طرح‌های زیربنایی عظیم
9. اجرای سازه‌های فولادی مقیاس بزرگ[۴][۵]
10. توسعه فراساحل فازهای ۱۳ و ۲۲–۲۴ پارس جنوبی[۲]

## واگذاری سهام
نخستین بار شرکت سرمایه‌گذاری بانک ملی در سال ۱۳۸۲ اقدام به خرید ۳۵ درصد سهام این شرکت به ارزش ۴۰۷ میلیارد تومان کرد. اما به فاصله شش سال آن را با ضرری هنگفت به دست مالک بعدی سپرد. به این معنی که ۵۱ درصد سهام صدرا را به بهای ۷۶ میلیارد تومان به او فروخت. 
در مرداد ۱۳۹۲ ، ۶۲ درصد سهام شرکت صدرا را برای سومین بار به یک شرکت خصوصی واگذار شد. صدرا به یک پیمانکار خصوصی به نام «آباد راهان پارس» که عمدتاً در حوزه ساختمان‌سازی و پیمانکاری نفت و گاز فعالیت دارد، واگذار شد. در پی این واگذاری، مدیر عامل پیشین صدرا، مهدی اعتصام نیز جای خود را به فرزاد اناری ، عضو هیئت مدیره و معاون اجرایی «آباد راهان پاس» داد.  در سال ۱۳۹۵ شرکت آبادراهان پارس از خرید سهام شرکت صدرا انصراف داد و این شرکت به مالک قبلی آن بازگردانده شد و مدیران جدید هدایت آن را به عهده گرفتند . در حال حاضر سرپرست این شرکت اسدالله ابویسانی است. 

## ساخت نفتکش‌های افراماکس و صادرات آنها
در مردادماه ۱۳۹۱ نخستین فروند از نفتکش‌های افراماکس با فاصله کمی از آغاز ساخت به آب انداخته شد و پس از آن به سفارش‌دهنده (ونزوئلا) تحویل داده شد.
در خرداد ماه ۱۴۰۱ دومین فروند از نفتکش های افراماکس تحویل کشور ونزوئلا داده شد.
کشتی آفراماکس دارای ۲۵۰ متر طول، ۴۴ متر عرض، ۲۱ متر ارتفاع، ۱۴/۸ متر آبخور، با ۱۵ نات سرعت است که قابلیت حمل ۸۰۰ هزار بشکه نفت را دارد. در ادامه شرکت ساخت ۳ فروند دیگر را در برنامه دارد . 

## تعمیر شناور
به دنبال برخورد یک کشتی فله بر روسی در رودخانه ولگا با قطعات بزرگ یخ و انتقال به این مجتمع در دی ماه ۱۴۰۱ تعمیرات آن آغاز شد. این کشتی روسی آبخور ۳.۲ متر و ۱۴۰۰ تن وزن، ۵ متر ارتفاع، ۱۰۸ متر طول و ۱۴، ۲۰ متر عرض داشت.